# Gay-Lussac (Mondkrater)
Gay-Lussac ist ein Einschlagkrater auf dem Mond. Er liegt nördlich des auffallenden Kraters Copernicus in den Ausläufern des Montes-Carpatus-Gebirgszugs.
Der Kraterrand erscheint leicht deformiert, ist aber im Wesentlichen kreisförmig. Der Kraterboden ist eben, aber rau. Ein zentraler Gipfel fehlt, an seiner Stelle weist der Boden mehrere kleine Vertiefungen auf.
Am südöstlichen Rand des Kraters schließt sich der Satellitenkrater Gay-Lussac A an. Im Südwesten erstreckt sich eine breite Rille mit Namen Rima Gay-Lussac. Die nahezu geradlinige Formation mit Kurven an beiden Enden verläuft über eine Strecke von 40 Kilometern von Südwesten nach Nordosten.
| Buchstabe | Position           | Durchmesser | Link |
| --------- | ------------------ | ----------- | ---- |
| A         | 13,17° N, 20,39° W | 15 km       |      |
| B         | 16,18° N, 21,19° W | 3 km        |      |
| C         | 15,41° N, 22,57° W | 5 km        |      |
| D         | 14,57° N, 21,07° W | 6 km        |      |
| F         | 14° N, 19,67° W    | 5 km        |      |
| G         | 13,83° N, 18,89° W | 5 km        |      |
| H         | 13,4° N, 23,36° W  | 6 km        |      |
| J         | 11,33° N, 21,87° W | 2 km        |      |
| N         | 12,6° N, 20,95° W  | 2 km        |      |